# Эволюционная экология
Эволюционная экология — научная дисциплина, раздел экологии, исследующий эволюцию видов и надвидовых биосистем (экосистем, биосферы в целом) в связи с влиянием на них экологических факторов, внешней среды и эволюцию биоценозов.
Возникла во второй половине XX-го века на стыке экологии, эволюционной биологии и этологии. Наиболее существенный вклад в развитие эволюционной экологии внесли С. С. Шварц (1969), Ю. Одум (1975), Э. Пианка (1981) и др.
Основными разделами эволюционной экологии являются эволюция жизненной истории, социобиология (эволюция социального поведения), эволюция межвидовых отношений (сотрудничество, взаимодействие хищник-жертва, паразитизм, мутуализм) и эволюция биоразнообразия и общин.
Эволюционная экология, в основном, имеет дело с:
- Эволюцией черт жизненной истории
  - Стратегии выбора партнера
  - Сексуальные конфликты
  - Сексуальные системы
  - Отбор среды обитания (для размножения)
  - Возраст и зрелость
  - Изменения в соотношении полов
- Распределение по полу в потомстве
  - Количество потомков
  - Распределение индивидуумов
  - Стратегия поисков пищи
  - Индивидуальные специалисты и универсалы
  - Социальная жизнь и территориальность
  - Коалиции, сотрудничество, альтруизм и др.
  - Эволюция старения

- Взаимодействие в природе
  - Динамика коэволюции
  - От аллопатрического видообразования до симпатрии
  - Экологические черты перемещения
  - Гибридное видообразование
  - Взаимодействие в природе
  - Взаимодействие хищника-жертвы
  - Взаимодействие хостов-паразитов / патогенов
  - Взаимодействие растений-Травоядных
  - Мюллерова мимика и мимикрия Бейтса
  - Глобальные изменения и динамика биоразнообразия
  - Биология сохранения
  - Экология эпидемиологии
  - Устойчивость организмов к пестицидам и противоинфекционным агентам.

По современным представлениям, эволюция жизни на нашей планете стала «уникальным явлением» (Ю. Одум, «Основы экологии», 1975), которое создало современную нам биосферу. Эта эволюция была не только зависимой от внешних факторов, но и в корне меняла их. Уже это означает, что эволюционировали не только виды, но и экосистемы. Ведущим двигателем их эволюции была эволюция видов (Дажо, 1975). При этом в современных сложных экосистемах есть комплексы видов (особенно доминирующих), в геномах которых заключена и ценотическая информация:
- интенсивность размножения, обеспечивает необходимую численность популяций для определённого типа экосистем;
- трофические цепи, особенно монофаги и олигофаги, адаптации сапротрофов к мортмассе определённых видов или групп видов, ряда экоморфов (эпифитов, умброфитов, нитрофитив т.д.) к определенному биоценотического среды; связанные с этим морфологические и физиолого-биохимические особенности видов;
- продуцирование растениями и животными биолинов (биологически активных продуктов жизнедеятельности организмов) определённого биохимического качества, с помощью ценотичной среды определённым образом действуют на популяции других видов (аллелопатия); влияние растений избирательным извлечением ряда веществ из почвы (алелосполия).
- Эволюционная экология осуществляет синтез практически всех естественных наук — биологии (в широком смысле), экологии, эволюционного учения, математики, физики, химии, палеонтологии.